# Вамба
Вамба (на латински: Wamba; † 681/683 г.) e крал на вестготите от 1 септември 672 до 14 октомври 680 г.
Избран е за крал на 1 септември 672 г. след смъртта на Рекесвинт. На 19 септември 672 г. е помазан в дворцовата църква в Толедо. Скоро след това той се бие успешно притив бунтуващите се баски. В Септимания се бунтуват благородници с водач граф Хилдерих от Нимес. Изпратеният Павел да потуши бунта се провъзглася в Нарбона за крал. Вамба потушава бунтовниците и не ги наказва. Това е описано от владиката Юлиан от Толедо в Historia Wambae regis. Според него Вамба прогонва след победата си евреите от Нарбона.
През октомври 680 г. Вамба е накаран от Ервиг да напусне трона. Има сведение, че е опиянен от него с отрова в напитката, след което написал писмо, че му отстъпва трона и постъпил в манастир.